# Tadeusz Łabędzki
Tadeusz Stanisław Łabędzki (ur. 24 grudnia 1917 w Filadelfii, zm. 9 czerwca 1946 w Warszawie) – polski polityk nurtu narodowego.

## Życiorys
Jego ojciec Bronisław Łabędzki za zorganizowanie strajku szkolnego w 1905, został zesłany na Sybir, z którego udało się mu uciec i wyjechać do Stanów Zjednoczonych.
W 1919 Tadeusz Łabędzki powrócił z rodzicami do kraju, w 1936 r. ukończył Państwowe Gimnazjum im. Mikołaja Kopernika w Łodzi. Należał do 3 Łódzkiej Drużyny Harcerzy im. Romualda Traugutta oraz działał w Narodowej Organizacji Gimnazjalnej. Rozpoczął studia na wydziale prawa Uniwersytetu Warszawskiego. W tym okresie brał udział w wielu akcjach i manifestacjach młodzieży narodowej, głównie na terenie Warszawy.
W okresie międzywojennym był działaczem młodzieżowym Stronnictwa Narodowego. W latach 1937–1939 był redaktorem naczelnym „Wszechpolaka”, pisma organizacji Związek Akademicki Młodzież Wszechpolska. Po agresji Niemiec i ZSRR na Polskę i okupacji terytorium kraju, włączył się natychmiast jesienią 1939 roku do konspiracji, jako współorganizator i jeden z przywódców Narodowo-Ludowej Organizacji Wojskowej, będącej odłamem Stronnictwa Narodowego.
W 1941 powrócił wraz z całą NLOW do organizacji Stronnictwa. Po rozmowach prowadzonych w 1943 z Januszem Kornasem, Władysławem Furką, Zygmuntem Zagórowskim i Januszem Gorczykowskim utworzona została jednolita organizacja Młodzieży Wszechpolskej (MW). Na początku 1944 w Warszawie odtworzył w konspiracji Młodzież Wszechpolską, na czele której stanął; także jako redaktor konspiracyjnego pisma „Wszechpolak”. Jego Chorągiew Warszawska MW, której przewodniczył, liczyła 125 członków. Podczas okupacji niemieckiej i po wojnie wydawał czasopismo „Wszechpolaka”, które ukazywało się do czasu aresztowania Łabędzkiego.
W latach 1945–1946 był żołnierzem NZW. 7 kwietnia 1946 został aresztowany w przygotowanej przez UB zasadzce, w mieszkaniu Leszka Roszkowskiego przy ulicy Gdańskiej. Został przewieziony do MBP w Warszawie i tam – podczas trwania śledztwa z udziałem Adama Humera – zamordowany 9 czerwca 1946. Ciało zakopano w nieznanym miejscu. Grób symboliczny znajduje się na Cmentarzu Wojskowym na Powązkach w Warszawie w Kwaterze „Na Łączce”. Jego przyjaciele i współoskarżeni – aplikant adwokacki Lechosław Roszkowski oraz studenci Tadeusz Zawadziński i Jan Morawiec – zostali skazani na śmierć i wyroki wykonano.

## Order i upamiętnienie
W 2012 postanowieniem prezydenta RP Bronisława Komorowskiego został pośmiertnie odznaczony Krzyżem Komandorskim Orderu Odrodzenia Polski za wybitne zasługi dla niepodległości Rzeczypospolitej Polskiej.
W Łodzi, przy ul. Kilińskiego 86, na domu, w którym mieszkał, odsłonięto poświęconą mu tablicę oraz nazwano ulicę jego imieniem.
Wuj Stefana Niesiołowskiego.